# Gábor Szabó

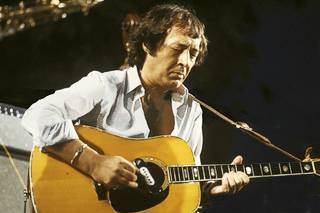
Gábor Szabó.

Gábor Szabó, född 8 mars 1936 i Budapest, död 26 februari 1982 i Budapest, var en ungersk jazzgitarrist.
Szabó föddes i Budapest 1936 och började spela gitarr vid 14 års ålder, inspirerad av jazzmusiken på Voice of America. Han flydde från Ungern och flyttade till USA år 1956 och började på Berklee School of Music i Boston. 1958 blev han inbjuden att framträda på Newport Jazz Festival. Från 1961-1965 spelade han med Chico Hamilton. I slutet av 1960-talet var han med och grundade skivbolaget Skye med Cal Tjader och Gary McFarland, som bara existerade ett tag.
Hans komposition "Gypsy Queen" blev en stor hit för Santana år 1970 på deras skiva Abraxas. Under sin solokarriär framträdde han med artister som Ron Carter, Paul Desmond, Lena Horne och Bobby Womack.
Han avled i Budapest år 1982 av problem med lever och njurar under ett besök till sitt hemland.

## Diskografi
- 1966 – Gypsy '66
- 1966 – Spellbinder
- 1966 – Jazz Raga
- 1966 – Wind, Sky and Diamonds
- 1967 – The Sorcerer
- 1968 – Bacchanal
- 1971 – High Contrast
- 1972 – Small World
- 1972 – Mizrab
- 1973 – Skylark
- 1978 – Belsta River